# Bilongue
Bilongue ou Billongue est un village de la Région du Littoral du Cameroun, situé dans la commune de Ngambe. 

## Population et développement
En 1967, la population de Bilongue était de 26 habitants, essentiellement des Babimbi du peuple Bassa. La population de Bilongue était de 2 000 habitants dont 900 hommes et 1100 femmes, lors du recensement de 2005.  